# Tambaksari (Leuwigoong)
Tambaksari is een bestuurslaag in het regentschap Garut van de provincie West-Java, Indonesië. Tambaksari telt 4131 inwoners (volkstelling 2010).